# Медаља за учешће у борбеним дејствима
Медаља за учешће у борбеним дејствима јесу медаље које се добијају за учешће у борбеним дејствима.

## Опис медаље
На аверсу војне спомен-медаље за учешће у борбеним дејствима на територији Социјалистичке Федеративне Републике Југославије, на територији Савезне Републике Југославије и на територији Републике Србије налази се стилизовани приказ статуе која представља персонификацију Србије, рад вајара Ђорђа Јовановића, у виду девојке с венцем на глави која у десној руци држи високо подигнуту бакљу, а левом руком придржава штит на којем је у плитком рељефу приказан српски грб (крст са оцилима). Поред девојке, с десне стране, у полукругу је ловорова гранчица, у боји патинираног злата.
На реверсу медаље је стилизовани приказ једног пара укрштених мачева – за учешће у борбеним дејствима на територији Социјалистичке Федеративне Републике Југославије, два пара укрштених мачева – за учешће у борбеним дејствима на територији Савезне Републике Југославије и три пара укрштених мачева у боји патинираног злата – за учешће у борбеним дејствима на територији Републике Србије, окружен с десне стране ловоровом гранчицом, а с леве стране храстовом гранчицом.
Трака је тамноцрвене боје, оивичена тамноплавом бојом са обе стране.
На врпце се поставља апликација – метална два укрштена мача у боји патинираног злата, зависно од категорије: један пар укрштених мачева – за учешће у борбеним дејствима на територији Социјалистичке Федеративне Републике Југославије, два пара укрштених мачева – за учешће у борбеним дејствима на територији Савезне Републике Југославије и три пара укрштених мачева – за учешће у борбеним дејствима на територији Републике Србије.